# ديفيد كارتر (لاعب هوكي الحقل)
ديفيد كارتر هو لاعب هوكي الحقل كندي، ولد في 4 نوفمبر 1981 في فانكوفر في كندا.

## وصلات خارجية
- ديفيد كارتر على موقع اللجنة الأولمبية الدولية (الإنجليزية)
- ديفيد كارتر على موقع أوليمبيديا (الإنجليزية)
- ديفيد كارتر على موقع اللجنة الأولمبية الكندية (الإنجليزية)
- ديفيد كارتر على موقع اتحاد ألعاب الكومنولث (مؤرشف) (الإنجليزية)